# Justin Tubb
Justin Wayne Tubb (* 20. August 1935 in San Antonio, Texas; † 24. Januar 1998 in Nashville, Texas) war ein US-amerikanischer Country-Musiker und Songwriter. Er ist der älteste Sohn des legendären Country-Sängers Ernest Tubb.

## Leben

### Kindheit
Seine Kindheit verbrachte Justin Tubb die meiste Zeit mit seiner Mutter Elaine, die sich 1948 von Ernest Tubb scheiden ließ, in Texas. Eigentlich wollte der junge Tubb Sportreporter werden, doch Musik interessierte ihn schon immer. Als ständiger Zuschauer der Louisiana Hayride und Zeuge der letzten Show Hank Williams’ vor dessen Tod, lernte er früh Gitarre zu spielen.

### Karriere

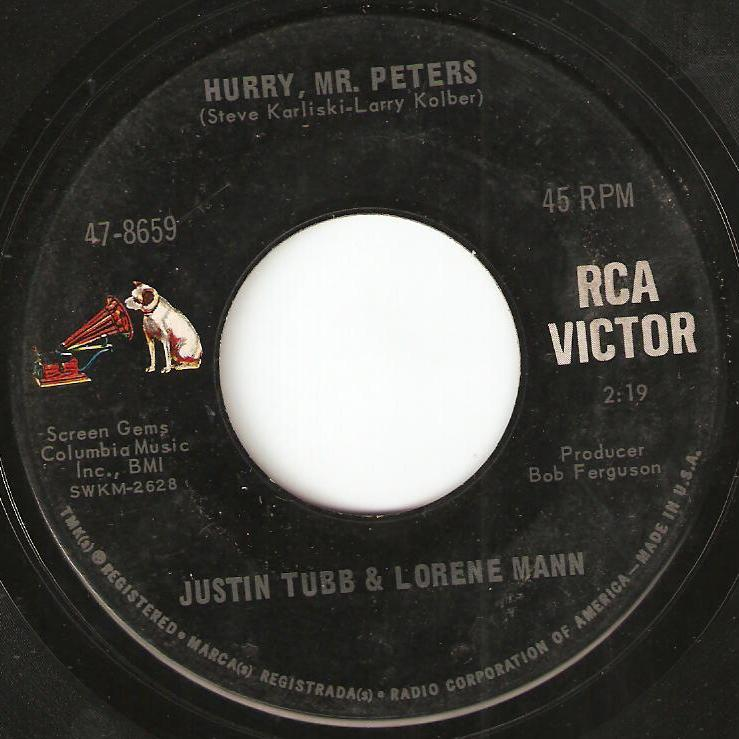
Hurry, Mr. Peters, mit Lorene Mann 1965

Tubbs professionelle Karriere als Musiker begann, als er nach Nashville, Tennessee zog und in Lokalen und Bars auftrat. Er folgte dem Rat seines Vaters und wurde DJ in Gallatin, wo er von Zeit zu Zeit auch seine eigenen Songs vortrug. 1953 erhielt er bei dem Label seines Vaters Ernest, Decca Records, einen Schallplattenvertrag. Seine erste Single Story Of My Life erschien im Oktober 1953. Anfänglich hatten seine Solo-Aufnahmen nur wenig Erfolg. Mit Goldie Hill hatte er dann erstmals einen Charterfolg. Ihr Song Looking Back To See erreichte die Top Fünf der Billboard Charts; gefolgt von Sure Fire Kisses. 1956 erreichte er mit dem Marvin-Rainwater-Cover I Gotta Go Get My Baby Platz acht der Charts.
Schon ein Jahr zuvor war er Mitglied der Grand Ole Opry, der bekanntesten und erfolgreichsten Radioshow USA, geworden. Anfang der 1960er Jahre unterzeichnete Tubb bei Starday. Von der Opry wurde er kurzzeitig ausgeschlossen, da er aufgrund seiner Tourneen nicht das geforderte Maß an Auftritten in der Sendung erfüllte. 1963 wechselte er zu RCA Victor, wo er seine letzte Chartplatzierung mit But Wait There’s More hatte. Er trat weiterhin in der Opry auf, unternahm Tourneen und veröffentlichte Singles, seine erfolgreichste Zeit als Sänger war jedoch vorbei. Als Komponist hatte er danach aber weitaus mehr Erfolg. Stars wie Hawkshaw Hawkins (Lonesome 7-7203) und Del Reeves (Be Glad) nahmen seine Songs auf und hatten damit Erfolg. Mit Titeln wie Thanks, Troubador, Thanks und Just Me and You, Daddy zollte er seinem 1984 verstorbenen Vater Respekt.

## Diskografie

### Alben
- 1957: Country Boy in Love
- 1962: Star of the Grand Ole Opry
- 1962: Modern Country Sounds
- 1965: Justin Tubb
- 1965: Where You’re Concerned
- 1966: Together and Alone (mit Lorene Mann)
- 1967: That Country Style
- 1969: Things I Still Remember
- 1972: Travellin’ Singin’ Man
- 1974: A New Country Heard from Justin Tubb
- 1981: What’s Wrong with the Way
- 1985: Justin Tubb
- 1996: Rock It Down to My House (Bear Family Records Werkausgabe)

### Singles
Decca Records
- 1953: Story of My Life / Ooh-La-La
- 1954: Somebody Ughed on You / Something Called the Blues
- 1954: Looking Back to See / I Miss You (mit Goldie Hill)
- 1954: I’m Looking for a Date Tonight / Sufferin’ Heart
- 1954: Sure Fire Kisses / Fickled Heart (mit Goldie Hill)
- 1955: I Gotta Go Get My Baby / Chuga Chuga Chica Mauga
- 1955: My Heart’s Not for Little Girls to Play With / I’m Sorry I Stayed Away So Long
- 1955: All Alone / Within Your Arms
- 1955: Peper Hot Baby / Who Will It Be
- 1956: Lucky Lucky Someone Else / You Nearly Lose Your Mind
- 1957: It Takes a Lot o’ Heart / I’m Just Fall Enough
- 1957: I’m a Big Boy Now / Life I Leave to Live
- 1957: If You’ll Be My Love / Party Is Over (For Me)
- 1958: Sugar Lips / Rock It Down to My House
- 1958: Mine Is a Lonely Life / Almost Lonely (mit Roger Miller)
- 1959: I Know You Do / Buster’s Gang

Challenge Records
- 1960: Believing It Yourself / Big Fool of the Year

Starday Records
- 1960: One-Eyed Red / I’d Know You Anywhere
- 1961: One for You, One for Me / My Heart Keeps Getting in My Way
- 1961: How’s It Feel / Your Side of the Story
- 1962: Walking the Floor over You / They Painted a Picture for Me

RCA Victor
- 1963: Take a Letter Miss Gray / Here I Sit A-Waitin
- 1963: Little Miss Lonesome / Sorry About the World out There
- 1963: As Long as There’s a Sunday / When Love Goes Wrong
- 1964: If I Miss You / John Mason Whitney III
- 1964: Prematurely Blue / You’ll Never Get a Better Chance
- 1965: Village Idiot / Where You’ve Concerned
- 1965: Hurry Mr Peters / We’ve Got a Lot in Common (mit Lorene Mann)
- 1966: We’ve Gone Too Far Again / Together But Still Alone (mit Lorene Mann)
- 1967: But Wait There’s More / Second Thing I’m Gonna Do
- 1968: Funny Things Happened / I’m Going Back to Louisiana

Dot Records
- 1969: Great River Road Mystery / Blackjack Country Chain

Cutlass Records
- 1972: Travalin’ Singin’ Man / Texas Dance Hall Girl
- 1972: Lonesome 7-7103 /?

Hilltop Records
- 1974: Don’t Judge Me / Sunshine Lady

First Generation Records
- 1981: Pull the Covers over Me / Take a Letter Miss Gray

Second Generation Records
- 2001: What’s Wrong with the Way That We’re Doin’ Now / You’d Never Be Happy